# Villa Vismara Currò
Villa Vismara Currò, già Villa Ciacchi, è una villa neoclassica di Pesaro, costruita nel XVIII secolo e poi ampliata all’attuale conformazione, che fornisce il nome all’omonimo quartiere.

## Descrizione
Edificio di derivazione neoclassica si presenta come un grande parallelepipedo con struttura verticale portante. Perfettamente inserito in un ampio giardino, come tipico esempio della tipologia della casa di villeggiatura, organizzato su più livelli.
L’edificio, già casino dei conti Ondedei, fu ampliato negli ultimi anni del 1700 per iniziativa del conte Andrea Ciacchi che l'aveva acquistato dal conte Ottaviano Ondedei. 
Successivamente di proprietà di Luigi Ciacchi, lo stesso fece realizzare due nuovi volumi, posti a destra e sinistra della loggia centrale. Nel 1926, per successione, divenne proprietà di Tommaso Stramigioli che a sua volta, nel 1930, lo vendette agli attuali proprietari i Vismara Currò che realizzarono un primo impianto dell'attuale giardino.
Il giardino fu gravemente danneggiato durante la seconda guerra mondiale, in particolare negli anni 1943-1944 e dalla successiva occupazione da parte di famiglie di sinistrati. Si rese necessaria, nella seconda metà del XX secolo, una ristrutturazione con la messa a dimora di nuove piante e con la costruzione della limonaia.
Con la costruzione della strada statale 16 Adriatica assunse l’attuale conformazione, con la facciata della villa posta di fronte alla rotonda ove Via Santa Maria delle Fabrecce incrocia via Chienti, strada che porta all’omonimo quartiere.
La villa non deve essere confusa con quella al civico 29 della stessa via, anch'essa comunemente chiamata Villa Vismara, precedentemente Villa Almerici.